# Список умерших в 632 году

## Январь
- 16 января — Тициан из Одерцо, епископ Одерцо, святой Католической церкви.
- 27 января — Ибрахим ибн Мухаммад (1), сын пророка Мухаммеда и Марии аль-Кибтии.
- 31 января — Айдан Фернский, епископ Фернский, католический и православный святой.

## Апрель
- 8 апреля — Хариберт II, король франков (629—632).

## Июнь
- 8 июня — Мухаммед, арабский религиозный, общественный и политический деятель, основатель и центральная фигура ислама.

## Июль
- Борандохт, царица цариц (банбишнан банбишн) Ирана (630—631).

## Август
- 28 августа — Фатима аз-Захра (27), младшая дочь пророка Мухаммеда от его первой жены Хадиджи и мать его внуков Хасана и Хусейна от Али ибн Абу Талиба.

## Дата смерти неизвестна или требует уточнения
- Аббад ибн Бишр, один из сподвижников пророка Мухаммеда.
- Азармедохт, царица цариц (банбишнан банбишн) Ирана (631—632).
- Аль-Асвад аль-Анси, один из «лжепророков» Аравии.
- Захария Иерусалимский, православный святой, патриарх Иерусалимский (с 609).
- Зейд аль-Хайр, сподвижник пророка Мухаммеда.
- Идрис Великан, правитель Мейрионита (с 580), суб-королевства, подчиненного королевству Гвинед.
- Хильперик, король Аквитании (632).
- Эорпвальд, король Восточной Англии.